# جيني إلياس
جيني إلياس هي كاتبة سيناريو وممثلة كندية، ولدت في 23 أغسطس 1954 في مونتريال في كندا.

## أعمال

### مسلسلات
- النمر الوردي وأصدقاؤه
- حكايات جنجر
- زورو
- ماهر المغامر
- مستر بوغس

## وصلات خارجية
- جيني إلياس على موقع IMDb (الإنجليزية)
- جيني إلياس على موقع قاعدة بيانات الفيلم (الإنجليزية)